# Armeria rhodopea
Armeria rhodopea är en triftväxtart som beskrevs av Josef Velenovský. Armeria rhodopea ingår i släktet triftar, och familjen triftväxter. Inga underarter finns listade i Catalogue of Life.

## Bildgalleri

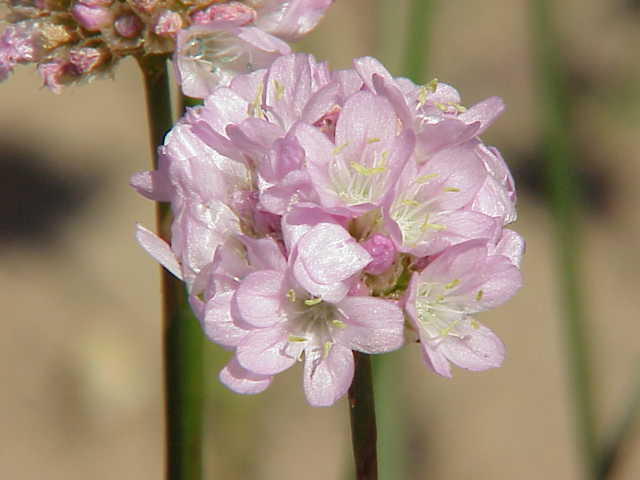
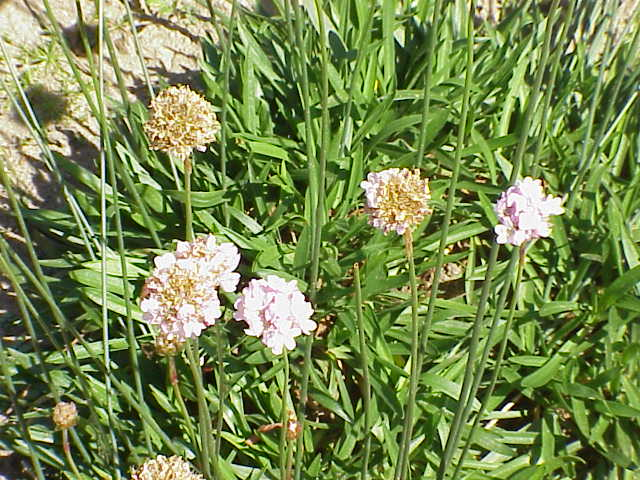